# 弁言

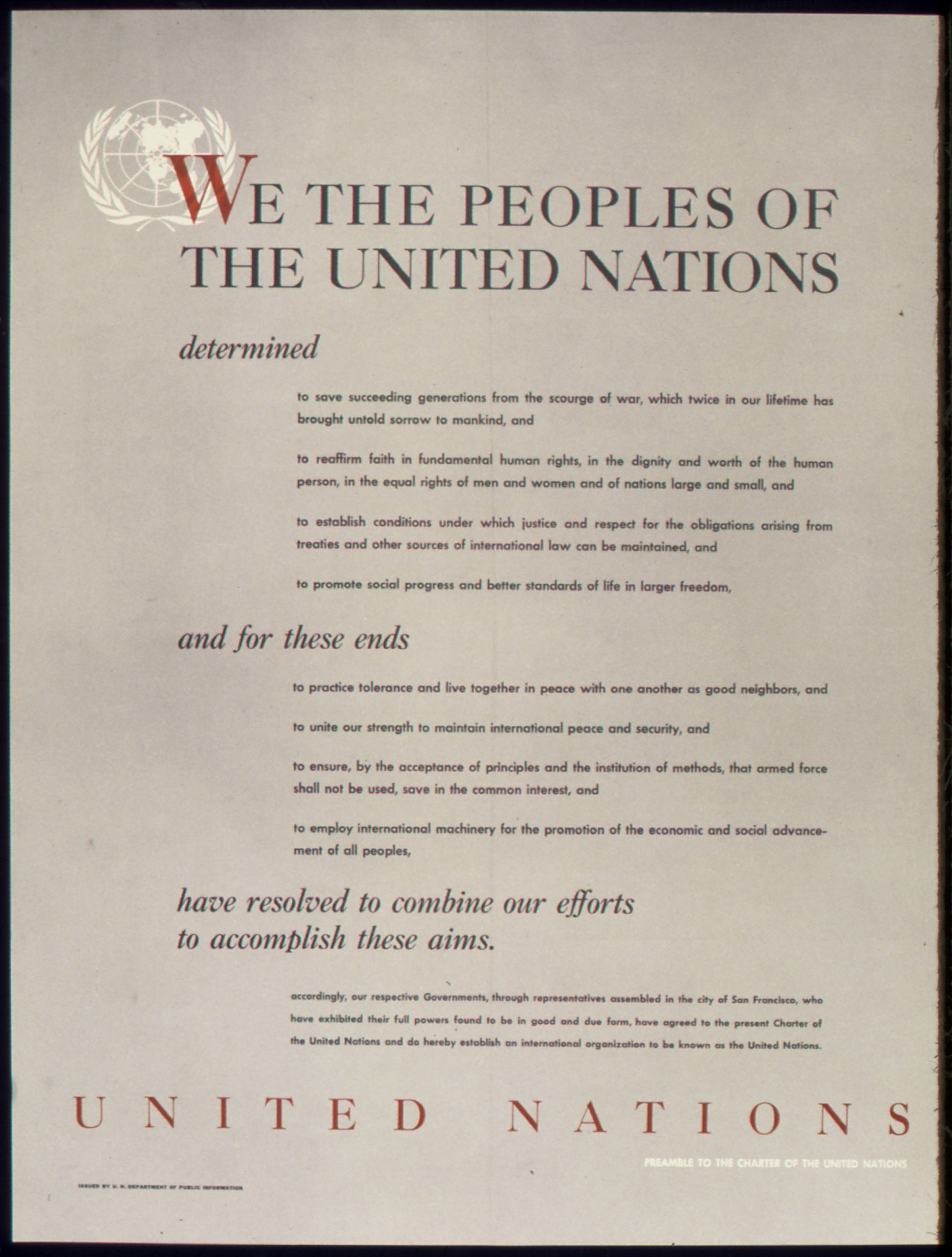
《聯合國憲章》序言

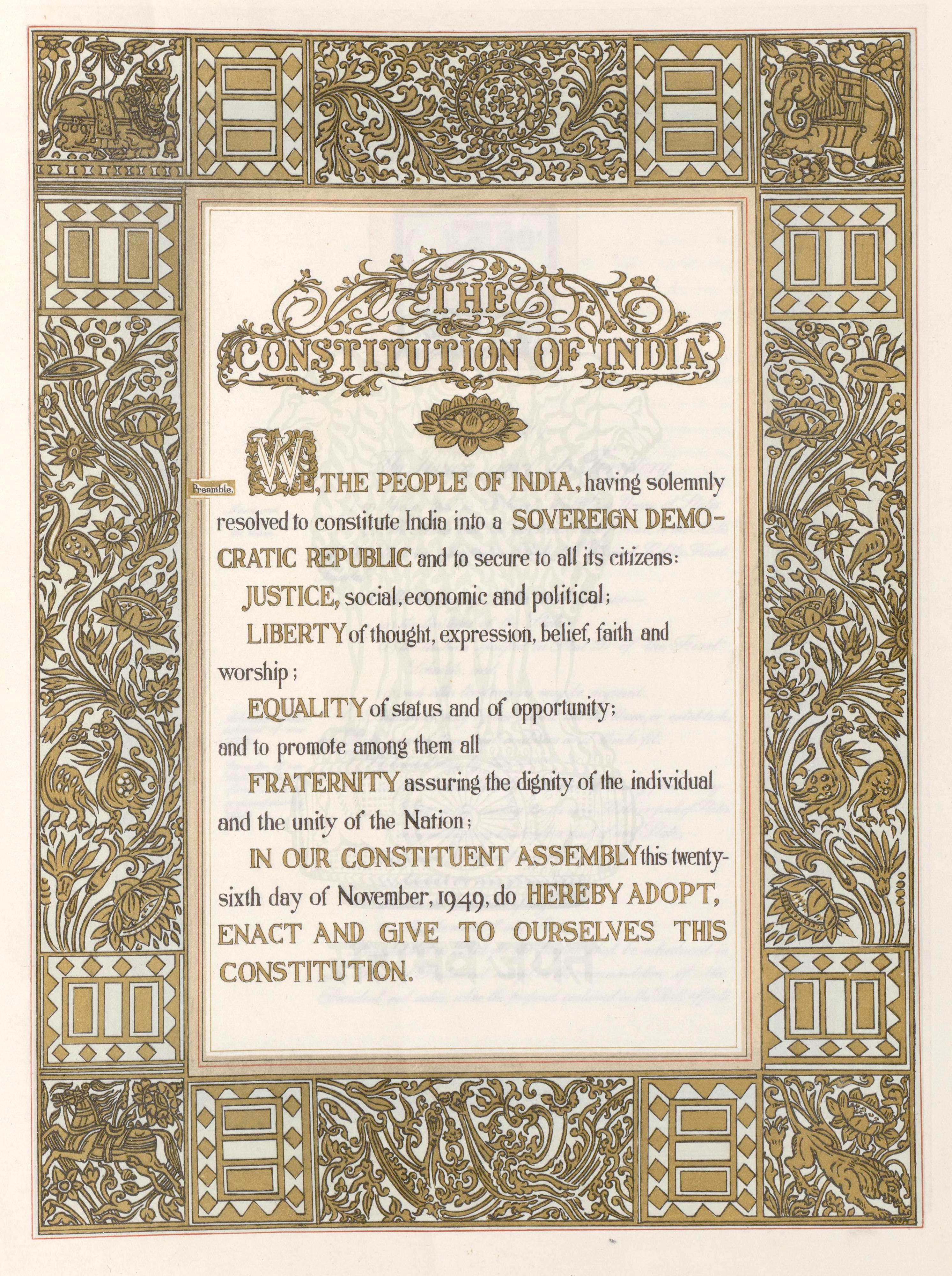
《印度宪法》弁言

弁言（英語：preamble）是文件中的介紹性及表達性陳述，用於解釋文件的目的及基本理念。用於法規的開頭段落時，弁言可以敘述與法規主題相關的歷史事實。它不同於法律的詳題或制定語式條文。
在使用羅伯特議事規則的議事程序中，弁言由置於決議（正式稱為議案）中解決條款之前的「鑑於」條款組成。然而，並無要求將前言放在決議中。根據羅伯特議事規則，包括此類背景信息可能無助於通過決議。

## 法律效力
雖然弁言可能被視為次要的介紹性內容，但其文字可能會產生起草者未能預見的效力。

### 法國
在法國，1958年第五共和國憲法的弁言被認為是輔助性的，因此在憲法委員會於1971年7月16日的一項決定中作出一項重大的法理學推翻之前不具約束力。該決定以「考慮到憲法及其弁言」起頭，為法國憲制法帶來了相當大的變革，正如弁言及它所指的文本，1789年《人權和公民權宣言》以及第四共和國憲法的弁言，與憲法本身地位平等，因為文本被理解為具有憲制價值。2004年《環境憲章》後附錄於弁言中，憲法委員會指明了三個非正式類別，包括共和國法律承認的基本原則、憲制價值原則及憲制價值目標。

### 加拿大
在加拿大，聯邦最高法院在《關於省級法院法官薪酬的轉介》中援引了《1867年憲法法令》弁言，以增加對司法獨立的保障。波斯尼亞憲法法院特別援引加拿大最高法院的判例，宣布《波斯尼亞憲法》弁言的條文具有規範性，從而成為憲法法院司法覆核的良好標準。

### 歐盟
由於擔心其潛在影響，2002年草擬的《歐盟憲法》弁言因可能包含對歐洲基督教傳統的提及而引起了較大爭議。

### 澳洲
在1999年，澳洲關於是否採用新憲法弁言的公投伴隨着一項承諾，即如果弁言被採納，法院將無法強制執行，因為人們會擔心弁言如何詮釋及適用。

### 印度
在印度，最高法院經常裁定違反憲法基本結構（尤其是弁言）的修正案為違憲。